# Terezópolis de Goiás
Terezópolis de Goiás là một đô thị thuộc bang Goiás, Brasil. Đô thị này có diện tích 106,976 km², dân số năm 2007 là 6266 người, mật độ 58,6 người/km².